# 美國州防衛隊

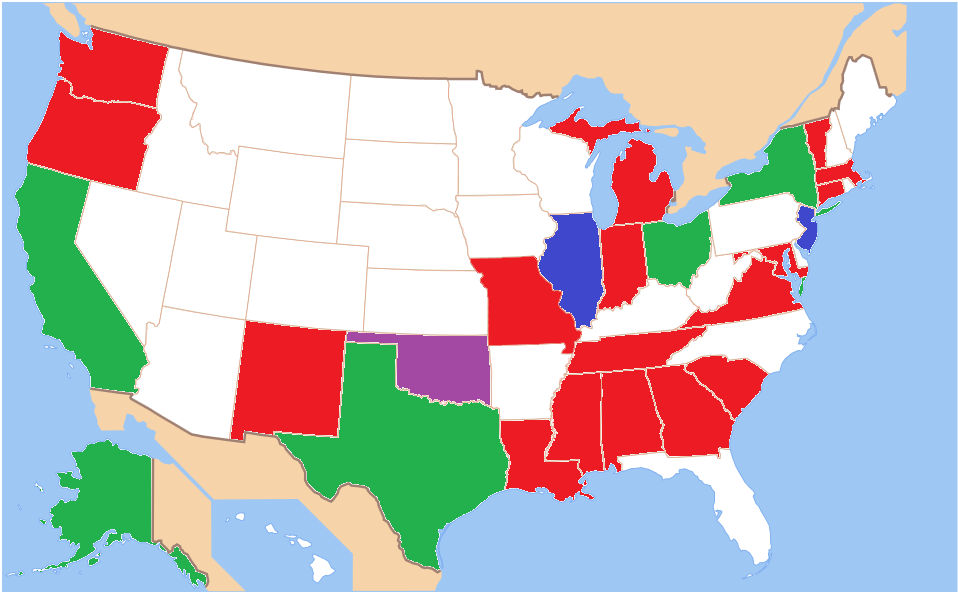
各州防衛隊狀況:紅色的州有陸軍部隊，藍色的州有海軍部隊，綠色的州兩者皆有。奧克拉荷馬州的州防衛隊並未正式成立，著紫色。圖中未顯示波多黎各。

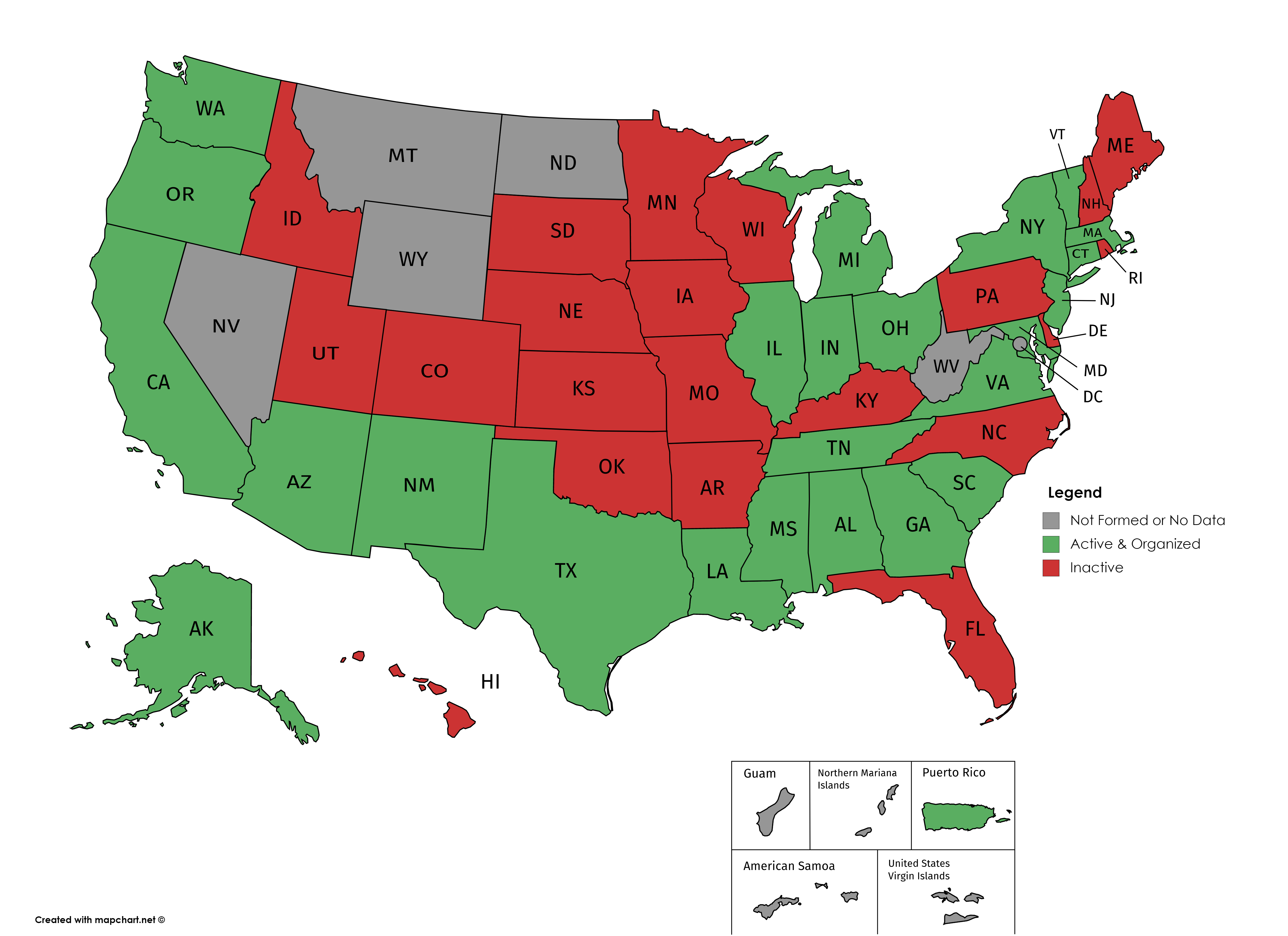
各州防衛隊狀況:紅色表示州防衛隊已經解散的州份，綠色表示州防衛隊尚在運作的州份，灰色表示州防衛隊未曾組建的州份

州防衛隊（英語：State defense forces）又稱州衛隊、州預備隊或州民兵，是只屬州政府指揮的軍事部隊；他們受美國國民警衛局的部分節制，但不屬於美國國民警衛隊的一部分。州防衛隊為州和聯邦法律所允許，並由該州的州長指揮。
州防衛隊與州國民警衛隊法律性質截然不同，雖然都是由各州人民自行組建，州防衛隊屬於各州完全擁有，甚至可以不聽命於聯邦，並不會為聯邦所動員，但所有美國國民警衛隊都可以根據《1933年國民警衛隊法》被聯邦動員使用。聯邦政府透過美國法典 32 USC § 109表明州防衛隊不會被美軍徵召或指揮，保證他們跟國民警衛隊的分別。可是，根據同一法律，在州防衛隊服役的個別成員仍可被軍隊徵召，而根據 32 USC § 109(e)，當個人成為軍隊預備役成員，他就不能成為州防衛隊之一員。
美國幾乎所有的州都有法律授權私自設立州防衛隊，其中22州和波多黎各都成立了州防衛隊，但活躍程度、裝備和實力則各有不同。州防衛隊通常都是作災害管理和國土安全（這裏指的是各州領土的部分）用途。絕大部分州防衛隊都是陸軍單位，但亦有海空軍的單位。而且因為不是美國軍隊，因此需要自費籌措武器和裝備。

## 由來
在1900年代早期開始創立，當時美國只維持最小規模的軍隊，並依賴州民兵提供絕大部分的兵員。1903年將其統合並設成今日國民警衛隊的前身，提供一支在美國陸軍和州民兵以外聯邦政府可隨時調遣的後備兵力。1933年，美國國會增大聯邦權力，這最終分割了國民警衛隊和州防衛隊，要求所有接受聯邦資金的士兵除了服務州國民警衛隊外，還要服務美國的國民警衛隊。這個分割方案迫使所有希望有「非聯邦」兵力的州，除了國民警衛隊外還要維持一支州防衛隊。在第二次世界大戰期間，很多國民警衛隊都被動員為聯邦服役。不少州因為習慣，都繼續維持一支州民兵去保護自己的領土和海岸線。
各州份所使用的名稱也不同，包括：
- State Guard
- State Military
- State Military Force
- State Military Reserve
- State Militia

## 組織
很多州防衛隊的組織與其國民警衛隊平行，通過州的副將向州長負責。州防衛隊並非由聯邦政府提供資金，而大部分州的防衛隊員並無支薪。這些義工甚至要付費購買制服和大部分的裝備（如果不是全部的話）。
因為很多州防衛隊的成員都是正規軍的退役人員，帶有正規軍的軍銜，所以有些州防衛隊的軍銜是比實際誇大了的。支持者反駁說這些軍銜反映了退役老兵把經驗帶到州防衛隊。有些州防衛隊員以兩字母的州名縮寫加括號依附在州防衛隊的軍銜之後，例如一個加利福尼亞州預備隊的少校會把自己的軍銜寫成 "MAJ (CA)"。可是很多州不會這樣做，因為他們很多隊員都已經在聯邦正規軍中獲得軍銜了。
州防衛隊的編制亦不時被誇大了，例如一個營可能連一百人也沒有，一個州防衛隊的旅可能不足三百人。以往有很多州防衛隊都是以憲兵旅或步兵旅形式設立，近年的經驗（例如應付颶風卡特里娜的災情）改變了他們的訓練計劃。現在民事單位和醫療單位主導了部分州的防衛隊。

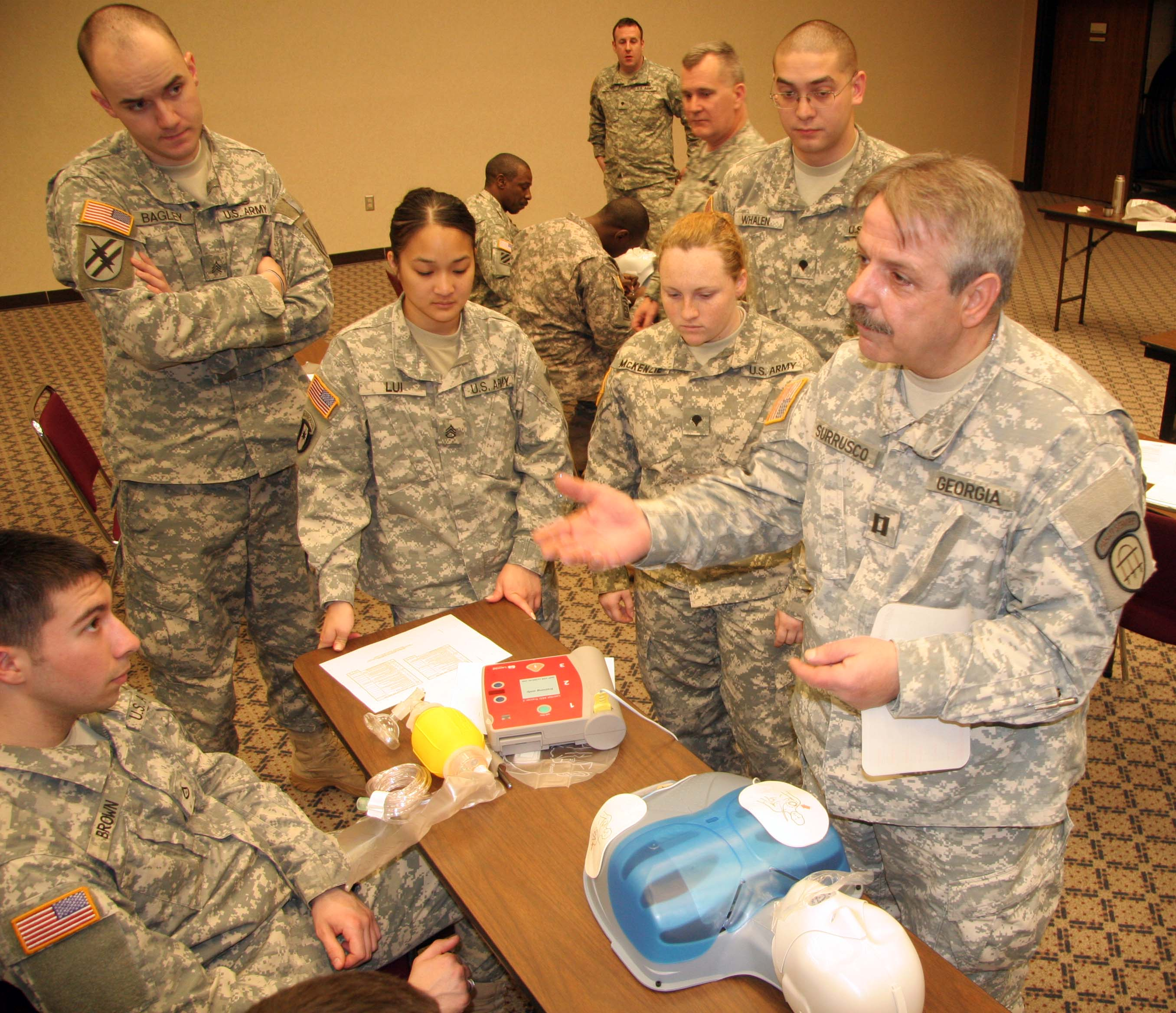
喬治亞州國民警衛隊成員接受州防衛隊成員的急救證書更新訓練。

## 訓練
訓練標準各有不同。由美國州防衛隊協會設立的軍事災害管理專家（Military Emergency Management Specialist，縮寫MEMS）成為各州防衛隊的共同訓練目標。阿拉巴馬州、加利福尼亞州、印地安那州、德克薩斯州、俄亥俄州等都已接納 MEMS 是隊員晉升所需的基本資歷。MEMS訓練於各州的相關學院進行，包括聯邦緊急事務管理署和其他機構提供的網上學習材料，亦有本地災害應變計劃和管理的實習。
部分州防衛隊利用聯邦緊急事務管理署公民團提供的訓練，成立了社區災害應變部隊（社区应急小组s，CERTs）。這支部隊接納任何公民參與，藉此讓州防衛隊與社區相結合。
部分的州防衛隊亦提供武器訓練，但大部分的州防衛隊並不要求隊員有使用武器的訓練。2006年美國州防衛隊協會和美國自由基金合作的一份報告建議州防衛隊設立基準，包括武器訓練，但這份報告為各州所漠視。部分州的法律規定，州防衛隊受州議會或州長派遣行動時，有權使用武器。

## 聯邦動用
美國憲法，連同若干立法和判例，說明了州防衛隊和聯邦政府的關係。在法典 32 USC 109 以外，美國最高法院表示：「32 U.S.C. 109(c)表明州防衛隊並『不受徵召、指揮或動員至美國軍隊之中』。但他們仍有可能根據10 U.S.C. 331-333被召集，這一條把『民兵』與『聯邦軍隊』分列，並看來無論是否有組織之民兵，均可按本民兵條款受徵召。（It is true that the state defense forces 'may not be called, ordered, or drafted into the armed forces.' 32 U.S.C. 109(c). It is nonetheless possible that they are subject to call under 10 U.S.C. 331-333, which distinguish the 'militia' from the 'armed forces,' and which appear to subject all portions of the 'militia' - organized or not - to call if needed for the purposes specified in the Militia Clauses）」 （Perpich 訴 國防部案, 496 U.S. 334 (1990)）。可是，法院明確表示它不就這一點作裁決。以下是美國最高法院引用的部分法律撮要，它們可能授予聯邦政府權力動用州防衛隊：
10 USC 331 - “聯邦支援州政府”（Federal aid for State governments）
當任何州內發生針對州政府之暴動，總統可以在州議會請求下—如果州議會無法召開會議則在州長請求下—按該州要求之數目徵召各州民兵為聯邦服務，按總統認為必須的方式去制止暴動。（Whenever there is an insurrection in any State against its government, the President may, upon the request of its legislature or of its governor if the legislature cannot be convened, call into Federal service such of the militia of the other States, in the number requested by that State, and use such of the armed forces, as he considers necessary to suppress the insurrection.）
10 USC 332 – “動用民兵和武裝力量實施聯邦權力”（Use of militia and armed forces to enforce Federal authority）
當總統認為合眾國的權力因為非法妨礙、集結或叛亂之情況，令合眾國之法律無法在任何州或領土內透過正常的司法程序得以實施，可以徵召各州民兵為聯邦服務，並按總統認為必須的方式運用這些武裝力量去實施有關法律和制止叛亂。（Whenever the President considers that unlawful obstructions, combinations, or assemblages, or rebellion against the authority of the United States, make it impracticable to enforce the laws of the United States in any State or Territory by the ordinary course of judicial proceedings, he may call into Federal service such of the militia of any State, and use such of the armed forces, as he considers necessary to enforce those laws or to suppress the rebellion.）
10 USC 333 – “妨礙州法或聯邦法”（Interference with State and Federal law）
如以下狀況發生，總統可動用民兵或武裝部隊，或兩者並用，或任何其他方法，以其認為必須之方式去制止州內之任何叛亂、暴動、非法集結或共謀—（The President, by using the militia or the armed forces, or both, or by any other means, shall take such measures as he considers necessary to suppress, in a State, any insurrection, domestic violence, unlawful combination, or conspiracy, if it -）

(1) 有關狀況妨礙了州法律之執行，或聯邦法律在州內之執行，令憲法和法律給予任何部分人士的權利和保障遭到剝奪，而該州之法定機構無法或不願保障這些權利。（so hinders the execution of the laws of that State, and of the United States within the State, that any part or class of its people is deprived of a right, privilege, immunity, or protection named in the Constitution and secured by law, and the constituted authorities of that State are unable, fail, or refuse to protect that right, privilege, or immunity, or to give that protection; or）

(2) 抗拒或妨礙合眾國的法律實施，或在該等法律上妨礙司法公正。（opposes or obstructs the execution of the laws of the United States or impedes the course of justice under those laws.）

就第(1)款所載之任何狀況，該州即被視為拒絕依憲法提供平等之法律保障。（In any situation covered by clause (1), the State shall be considered to have denied the equal protection of the laws secured by the Constitution.）

## 特殊單位
州防衛隊因為沒有什麼戰鬥任務，雖然他們也是自稱軍隊，但他們能找到的主要是就是救難、重感冒、寵物走失或訓練不夠、士氣不振之類的「敵人」，所以有不少特殊單位，例如醫療、航空和儀仗隊之類，包括﹕
- 馬里蘭防衛隊—騎兵隊A[10]、第121工程團、第十醫療團、軍樂團
- 維珍尼亞州防衛隊—航空中隊（Aviation Battalion）[11]
- 康涅狄格州民兵—州長衛隊、馬衛隊、軍樂團[12]
- 喬治亞州防衛隊—軍樂團[13]
- 喬治亞州防衛隊—第一醫療連[14]第一排(核生化爆炸品除污)[15]
- 俄勒岡州防衛隊—風笛隊[16]
- 德克薩斯州警衛隊—醫療旅（Medical Brigade）[17]
- 德克薩斯州警衛隊民事團—快速應變隊（Quick Reaction Teams），接受特別訓練並配有北約軍規九毫米手槍。
- 加利福尼亞州預備隊—小火器訓練隊（Small Arms Training Team）[18]
- 波多黎各警衛隊—搜索救援連（Search and Rescue Company）
- 田納西州警衛隊—特別任務組（SAR）

## 現存州防衛隊名單
現時共有22個州擁有州防衛隊。2005年美國國防部報告指美國和波多黎各共有23支現成的州防衛隊。後來，新澤西州擱置了其州防衛隊。根據國民警衛隊規例 10-4，任何州、領地或哥倫比亞特區，根據 32 USC §109 設立州防衛隊，需根據其自身之法律，獨自負責其建制、組織、訓練、裝備、用款、管理及人員維持。以下是現存的州防衛隊名單，依州名排列，包括波多黎各：
| 州或領土     | 軍事單位                                              | 海軍單位                                   | 航空單位 | 相關州法 | 武器訓練 |
| ------------ | ----------------------------------------------------- | ------------------------------------------ | -------- | -------- | -------- |
| 阿拉巴馬州   | 阿拉巴馬州防衛隊                                      | 無                                         | 無       | [ 22 ]   | 現時沒有 |
| 阿拉斯加州   | 阿拉斯加州防衛隊                                      | 阿拉斯加海軍民兵                           | 無       | [ 25 ]   | 有       |
| 亞利桑那州   | 無                                                    | 無                                         | 無       | [ 26 ]   | 無       |
| 阿肯色州     | 無                                                    | 無                                         | 無       |          | 無       |
| 加利福尼亞州 | 加利福尼亞州預備隊                                    | 加利福尼亞海軍民兵                         | 有       | [ 29 ]   | 有       |
| 科羅拉多州   | 無                                                    | 無                                         | 無       | [ 31 ]   | 無       |
| 康涅狄格州   | 康涅狄格州民兵單位（Connecticut State Militia Units） | 康涅狄格海軍民兵                           | 無       |          | ?        |
| 特拉華州     | 無                                                    | 無                                         | 無       | [ 33 ]   | 無       |
| 哥倫比亞特區 | 無                                                    | 無                                         | 無       |          | 無       |
| 佛羅里達州   | 無                                                    | 無                                         | 無       | [ 34 ]   | 無       |
| 喬治亞州     | 喬治亞州防衛隊                                        | 無                                         | 無       | [ 36 ]   | 有       |
| 夏威夷州     | 無                                                    | 無                                         | 無       |          | 無       |
| 愛達荷州     | 無                                                    | 無                                         | 無       |          | 無       |
| 印地安那州   | 印地安那警衛預備隊                                    | 無                                         | 無       | [ 38 ]   | ?        |
| 伊利諾伊州   | 無                                                    | 伊利諾伊海軍民兵                           | 無       |          | ?        |
| 愛荷華州     | 無                                                    | 無                                         | 無       |          | 無       |
| 堪薩斯州     | 無                                                    | 無                                         | 無       | [ 40 ]   | 無       |
| 肯塔基州     | 無                                                    | 無                                         | 無       | [ 41 ]   | 無       |
| 路易斯安那州 | 路易斯安那州警衛隊（Louisiana State Guard）           | 無                                         | 無       | [ 42 ]   | ?        |
| 緬因州       | 無                                                    | 無                                         | 無       | [ 43 ]   | 無       |
| 馬里蘭州     | 馬里蘭防衛隊                                          | 無                                         | 無       | [ 45 ]   | 現時沒有 |
| 麻薩諸塞州   | 麻薩諸塞州防衛隊                                      | 無                                         | 無       |          | 現時沒有 |
| 密芝根州     | 密芝根義勇防衛隊                                      | 無                                         | 無       |          | ?        |
| 明尼蘇達州   | 無                                                    | 無                                         | 無       |          | 無       |
| 密西西比州   | 密西西比警衛隊                                        | 無                                         | 無       |          | ?        |
| 密蘇里州     | 密蘇里預備軍隊                                        | 無                                         | 無       | [ 48 ]   | 無       |
| 蒙大拿州     | 無                                                    | 無                                         | 無       | [ 49 ]   | 無       |
| 內布拉斯加州 | 無                                                    | 無                                         | 無       |          | 無       |
| 內華達州     | 內華達國民警衛預備隊（Nevada National Guard Reserve） | 無                                         | 無       |          | ?        |
| 新罕布夏州   | 無                                                    | 無                                         | 無       |          | 無       |
| 新澤西州     | 無                                                    | 新澤西海軍民兵（New Jersey naval militia） | 無       |          | ?        |
| 新墨西哥州   | 新墨西哥州警衛隊                                      | 無                                         | 無       |          | ?        |
| 紐約州       | 紐約警衛隊                                            | 紐約海軍民兵                               | 無       |          | 現時沒有 |
| 北卡羅來納州 | 無                                                    | 無                                         | 無       | [ 54 ]   | 無       |
| 北達科他州   | 無                                                    | 無                                         | 無       |          | 無       |
| 俄亥俄州     | 俄亥俄軍事預備隊                                      | 俄亥俄海軍民兵                             | 無       |          | ?        |
| 奧克拉荷馬州 | 奧克拉荷馬州警衛隊（已遭擱置）                        | 無                                         | 無       |          | ?        |
| 俄勒岡州     | 俄勒岡州防衛隊                                        | 無                                         | 無       | [ 57 ]   | ?        |
| 賓夕凡尼亞州 | 無                                                    | 無                                         | 無       |          | 無       |
| 波多黎各     | 波多黎各警衛隊                                        | 無                                         | 有       |          | 有       |
| 羅德島州     | 無                                                    | 無                                         | 無       |          | 無       |
| 南卡羅來納州 | 南卡羅來納州警衛隊                                    | 無                                         | 無       |          | 有       |
| 南達科他州   | 無                                                    | 無                                         | 無       | [ 60 ]   | 無       |
| 田納西州     | 田納西州警衛隊                                        | 無                                         | 無       |          | ?        |
| 德克薩斯州   | 德克薩斯州警衛隊                                      | 德克薩斯州海事軍團                         | 有       | [ 63 ]   | 有       |
| 猶他州       | 無                                                    | 無                                         | 無       | [ 64 ]   | 無       |
| 佛蒙特州     | 佛蒙特州警衛隊                                        | 無                                         | 有       |          | ?        |
| 維珍尼亞州   | 維吉尼亞州防衛隊                                      | 河岸特遣隊（Riverine Detachment）          | 無       | [ 68 ]   | ?        |
| 華盛頓州     | 華盛頓州警衛隊                                        | 無                                         | 無       | [ 70 ]   | 現時沒有 |
| 西維珍尼亞州 | 無                                                    | 無                                         | 無       | [ 71 ]   | 無       |
| 威斯康辛州   | 無                                                    | 無                                         | 無       | [ 72 ]   | 無       |
| 懷俄明州     | 無                                                    | 無                                         | 無       | [ 73 ]   | 無       |

## 相關民兵
- 美國國民警衛隊
- 民兵
- 海軍民兵（Naval militia）

## 外部連結
- National Guard Regulation 10-4, "National Guard Interaction With State Defense Forces", 2011.
- U.S. Army War College Paper "State Defense Forces and Homeland Security" （页面存档备份，存于）; Arthus Tulak, Robert Kraft, and Don Silbaugh, 2004.
- DoD Report to the Senate and House Armed Services Committees on Homeland Defense Force for Homeland Defense and Homeland Security Missions, November 2005 HR Report 108-491.
- American Legion Magazine "A well-regulated militia, （页面存档备份，存于）" 2008.